# Ana Vilenica
Ana Vilenica, née le 16 juillet 1978 à Rijeka, Croatie, est une actrice croate.

## Filmographie
- 1999 : Prvo smrtno iskustvo : Alisa
- 2003 : Au feu ! (Gori vatra) : Azra
- 2004 : Poklon za sanju
- 2004 : La Femme mousquetaire (La Femme Musketeer) (feuilleton télévisé) : Corrine
- 2006 : Duh u mocvari : Konobarica Maca (titre anglais : The Ghost in the Swamp)
- 2007 : Outlanders : Construction Secretary